# Arundinella pumila
Arundinella pumila là một loài thực vật có hoa trong họ Hòa thảo. Loài này được (Hochst.) Steud. mô tả khoa học đầu tiên năm 1854.